# Synagoge Buchen (Odenwald)

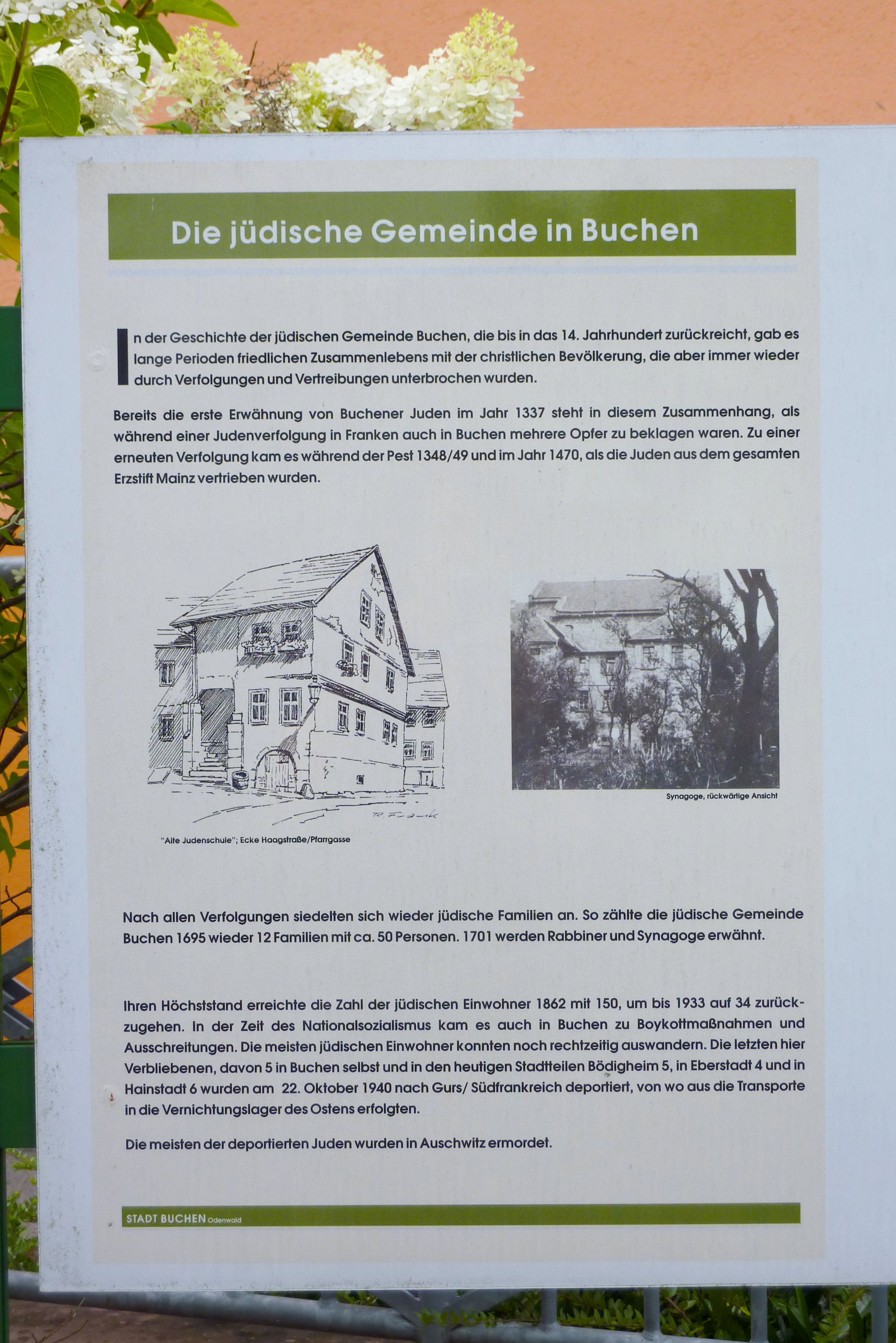
Informationstafel am Platz der ehemaligen Synagoge (rechts Foto der neuen Synagoge)

Die Synagoge in Buchen, einer Stadt im Neckar-Odenwald-Kreis im Norden Baden-Württembergs, wurde 1863/64 errichtet. Die Synagoge befand sich in der Vorstadtstraße 35.

## Geschichte
Die erste neuzeitliche Synagoge in Buchen wird um 1700 genannt. Sie befand sich in der heutigen Haagstraße. Durch einen Brand am 28. November 1861 wurde sie schwer beschädigt.
Für einen Neubau konnte die jüdische Gemeinde Buchen in der Vorstadtstraße 35 ein Grundstück erwerben. Die Synagoge wurde 1863/64 erbaut und am 19./20. August 1864 feierlich eingeweiht. Im Untergeschoss war eine Mikwe (rituelles Bad) eingerichtet.
Am 11. August 1931 war die Synagoge erstmals Ziel eines rechtsradikalen Anschlages.
Im Sommer 1938 wurde die Synagoge geschlossen und am 31. August 1938 verkauft. Dennoch wurde die Inneneinrichtung der Synagoge in der Pogromnacht am 10. November 1938 demoliert. Im Jahr 1939 wurde das Synagogengebäude abgebrochen und an ihrer Stelle zunächst eine Autowerkstatt und später ein Lebensmittelsmarkt errichtet.

## Gedenken
Im Jahr 1983 wurde eine Gedenktafel angebracht. Beim Abriss des ehemaligen Supermarktes wurden im Herbst 2002 Überreste der Synagoge freigelegt: Erdgeschoss und zwei Untergeschosse. Im zweiten Untergeschoss wurde ein Keller mit zwei Räumen und einem gewölbten Gang freigelegt. In Folge der bauhistorischen Untersuchungen wurden die gefundenen Gewölbe unter Denkmalschutz gestellt.
Anfang März 2004 beschloss der Stadtrat, auf dem ehemaligen Synagogengrundstück eine Gedenkstätte für die Buchener Juden und 40 Parkplätze anzulegen. Auf den beiden erhalten gebliebenen Gewölbekellern wurde eine Grünanlage angelegt, die den Namen Jakob-Mayer-Platz erhielt, zur Erinnerung an den jüdischen Heimatdichter Jakob Mayer (1866–1939).
Am 9. November 2006 wurde der Jakob-Mayer-Platz und die in den Kellerräumen der Synagoge eingerichtete Gedenkstätte eingeweiht. Sie erinnert an die Geschichte der jüdischen Gemeinde und die 1940 deportierten und ermordeten Juden aus Buchen und den Stadtteilen Bödigheim, Eberstadt und Hainstadt.